# Podmurówka

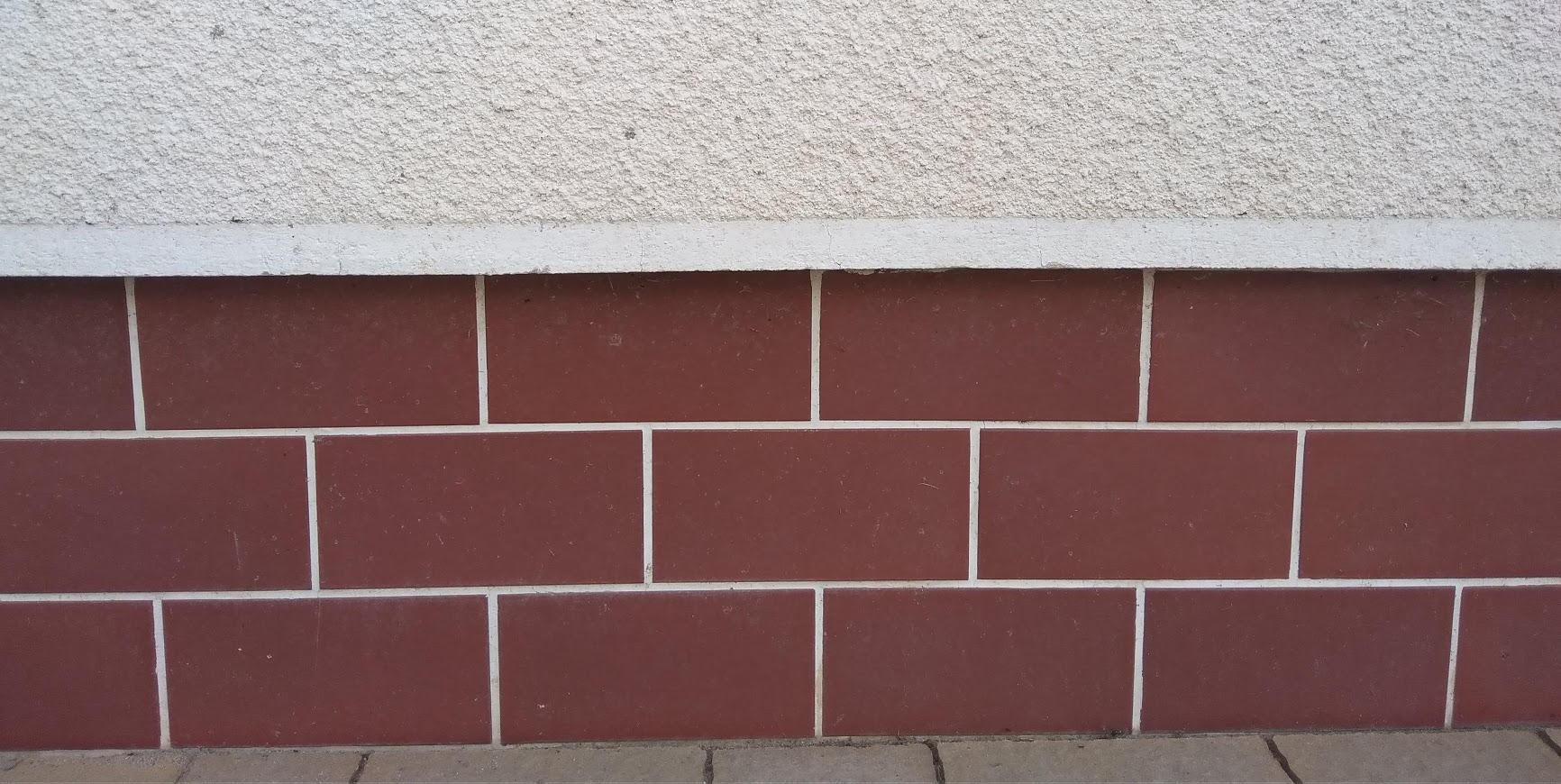
Podmurówka

Podmurówka – płytki fundament (często wykonany z cegły, kamieni lub betonu), zazwyczaj wystający niewiele nad ziemię, na którym posadawia się obiekty budowlane.
Najczęściej na podmurówce budowane są płoty lub domy.